# The Murder of Sonic the Hedgehog
The Murder of Sonic The Hedgehog est un jeu vidéo de type visual novel et point and click  développé par Sega Social Team et édité par Sega, sorti le 31 mars 2023 sur Microsoft Windows. Le jeu se déroule durant l'anniversaire d'Amy Rose fêté dans le train Mirage Express. Pour célébrer cet événement, plusieurs protagonistes de la franchise Sonic the Hedgehog décident d'organiser un jeu d'enquête grandeur nature afin d'élucider le mystère d'un meurtre commis sur l'un d'entre eux. Sonic sera la victime et Tails, Amy Rose et votre avatar vont mener l'enquête dans les différents compartiments du train, afin d'interroger leur différents amis et résoudre le mystère.
Au départ pensé comme un poisson d'avril, le jeu s'avèrera officiel et téléchargeable gratuitement sur Steam, pour finalement recevoir un accueil très positif de la part des joueurs, et récolter un million de téléchargement la première semaine après sa sortie.

## Synopsis
Pour célébrer l'anniversaire d'Amy Rose, celle-ci et ses amis Sonic, Tails, Knuckles, Espio, Vector, Rouge, Blaze et Shadow se réunissent dans le Mirage Express, un train conçu pour les événements spéciaux, afin de participer à un jeu de meurtre et mystère. Le joueur contrôle un nouvel employé quokka à bord du train, qui est chargé par le conducteur d'aider les participants en cas de besoin. Peu après le début du jeu, le train s'accélère soudainement et le joueur, Amy et Tails sont projetés dans un placard et perdent connaissance.
Lorsqu'ils se réveillent, Amy, Tails et le joueur retournent au wagon-restaurant pour y trouver Sonic, apparemment décédé. Alors qu'Amy commence à enquêter de son côté, le joueur accompagne Tails dans ses déplacements entre les différents wagons à thème, interrogeant chacun des participants pour vérifier leur alibi. Après avoir traversé un saloon, une bibliothèque, un casino et un salon, Tails et le joueur atteignent la voiture du chef de train à l'avant du train.
À l'aide des preuves qu'ils ont recueillies en chemin, Tails et le joueur déterminent qu'Espio était le méchant du jeu de meurtre et qu'il a assommé Sonic avec une fléchette. À l'insu d'Espio, il avait suivi les instructions données par le train lui-même, qui s'est révélé avoir été transformé en badnik géant par le Dr Eggman. Fâché contre le conducteur qui a l'intention de prendre sa retraite et de le laisser derrière lui, le train complote pour livrer tout le monde à la base d'Eggman en échange d'une prime, qu'il compte utiliser pour forcer le conducteur à rester avec lui pour toujours.
Tout le monde est ramené à sa voiture et enfermé à l'intérieur. Avec l'aide du joueur, Sonic, qui a récupéré, s'élance à travers les portes pour libérer tout le monde et atteindre la voiture du chef de train. Sonic et les autres attaquent le train jusqu'à ce que le Flicky qui l'alimente soit libéré, et Espio le récupère pendant qu'Amy détruit le train. Avant que le train ne se désactive, le conducteur promet de ne jamais oublier les souvenirs qu'il a vécus avec lui.
Le groupe débarque dans une gare, le conducteur retrouvant sa femme et commençant sa retraite, désormais accompagné du Flicky. Sonic achète un gâteau dans une boulangerie voisine et tout le monde souhaite un joyeux anniversaire à Amy. Dans sa base, Eggman se lamente sur l'échec de son plan.

## Développement et sortie
The Murder of Sonic The Hedgehog a été développé pendant un an par l'équipe des médias sociaux de la marque Sonic, dirigée par l'actuelle responsable des médias sociaux, Katie Chrzanowski,,. Le concept du jeu est né lors de la première du film Sonic, le film sorti en 2020. Le jeu est sorti le 31 mars 2023 pour coïncider avec le jour du poisson d'avril,,.

## Accueil
Selon l'agrégateur Metacritic, The Murder of Sonic the Hedgehog a reçu des « critiques généralement favorables. » Grayson Morley de Polygon a fait l'éloge du jeu pour la façon dont il a dépassé les attentes d'un jeu de blague gratuit de poisson d'avril avec son art, son humour, sa musique et sa sincérité.
Eurogamer a noté que le jeu a été reçu positivement par les joueurs, les évaluations des utilisateurs de Steam au cours de son premier week-end de sortie lui ayant valu une note « extrêmement positive ». Selon Chrzanowski, le jeu a été téléchargé plus d'un million de fois au cours de sa première semaine,.